# Slobodan pristup
Slobodan pristup (prema engleskome open access, OA) u znanstvenoj informatici označava neposredan, slobodan i neograničen online pristup digitalnoj znanstvenoj građi, prvenstveno radovima u znanstvenim časopisima.  Slobodan je pristup postao moguć pojavom Interneta.
Prva značajna međunarodna inicijativa u vezi sa slobodnim pristupom jest Budimpeštanska inicijativa za slobodan pristup ("Budapest Open Access Initiative") iz veljače 2002. g.  Ovime je formulirana definicija slobodnog pristupa, a popis potpisnika izjave stalno raste.  Slijedila su još dva dokumenta: Izjava o objavljivanju sa slobodnim pristupom iz Bethesde ("Bethesda Statement on Open Access Publishing", lipanj 2003. g.) i Berlinska deklaracija o slobodnom pristupu znanju u prirodnim, društvenim i humanističkim znanostima ("Berlin Declaration on Open Access to Knowledge in the Sciences and Humanities", listopad 2003. g.).
Slobodan je pristup tema diskusije među istraživačima, akademskim građanima, knjižničarima, sveučilišnim administracijama, znanstvenim fondovima, vladinim dužnosnicima, te komercijalnim i znanstvenim nakladnicima.  Postoji bitna (iako ne i potpuna) suglasnost oko samog koncepta slobodnog pristupa, no debate se vode oko ekonomske isplativosti financiranja objavljivanja sa slobodnim pristupom (open access publishing), te pouzdanosti i ekonomskih učinaka samoarhiviranja (self-archiving).